# Vins du Thouarsais
Das Weinbaugebiet Vins du Thouarsais liegt in der Nähe der Gemeinde Thouars, auf halbem Weg zwischen Angers und Poitiers in Zentralfrankreich. Das Weinbaugebiet gehört zur großen Weinbauregion Loire. Vins du Thouarsais liegt nördlich der Appellation Haut-Poitou sowie südlich der Appellationen Anjou und Saumur.
Vins du Thouarsais wurde am 10. August 1966 als VDQS eingestuft und 2011 auf AOC hochgestuft.
Die Weinberge umfassen zurzeit knapp 24 Hektar Rebfläche in 16 Gemeinden; produziert werden ca. 1000 hl Weiß-, Rot- und Roseéweine. Die Appellation wird von ca. 15 Winzern genutzt. Die Flächen befinden sich auf einer Höhe von 90–110 m. Der Boden ist äußerst heterogen. Gute Weißweine wachsen auf gelbem Kalkstein aus dem Erdzeitalter des Toarcium. Daneben finden sich Granit und Schieferböden.
Die trockenen Rotweine werden als Verschnitt aus den Rebsorten Gamay, Cabernet Franc und Cabernet Sauvignon gekeltert. Die Erntebeschränkung liegt bei 50 Hektoliter pro Hektar. Der Mindestalkoholgehalt liegt bei niedrigen 9 Volumenprozent und darf im Falle einer Chaptalisation 12,5 % nicht überschreiten. Die rubinroten, fruchtigen Weine sollten innerhalb von zwei bis drei Jahren nach der Ernte getrunken werden. Die Trinktemperatur sollte bei 15–17 °C liegen.
Die Roséweine werden ebenfalls aus Gamay, Cabernet Franc und Cabernet Sauvignon gekeltert. Deren optimale Trinktemperatur liegt bei 10 °C.
Die trockenen Weißweine werden als Verschnitt aus den Rebsorten Chenin Blanc (min. 80 % Anteil) und Chardonnay gekeltert. Die strohgelben Weine sollten innerhalb von ein bis zwei Jahren nach der Ernte getrunken werden. Die Trinktemperatur sollte bei 10–12 °C liegen.

## Zugelassene Gemeinden
Coulonges-Thouarsais, Luché-Thouarsais, Luzay, Massais, Missé, Oiron, Pas-de-Jeu, Pierrefitte, Saint-Jacques-de-Thouars, Saint-Jean-de-Thouars, Sainte-Gemme, Saint-Varent und Taizé-Maulais.